# Harald von Korflesch
Harald Friedrich Otto von Korflesch (* 8. Februar 1962 in Köln als Harald Friedrich Otto von Kortzfleisch) ist ein deutscher Wirtschaftswissenschaftler, Wirtschaftsinformatiker und Hochschullehrer.

## Leben
Nach dem Studium der Betriebswirtschaftslehre an der Universität zu Köln war von  Korflesch Assistent am Seminar für Allgemeine Betriebswirtschaftslehre und Organisationslehre dieser Universität bei Erich Frese. Die Promotion schloss er 1993 zum Thema „Computergestützte Organisationsgestaltung“ mit Auszeichnung ab.
Harald von Korflesch ist verheiratet, Vater eines Sohnes und einer Tochter und lebt in Bonn. 
Im Januar 2011 hat er seinen Namen internationalisiert und heißt nun von Korflesch (früher von Kortzfleisch).
Von Oktober 2016 bis Januar 2019 war er Vizepräsident der Universität Koblenz-Landau am Campus Koblenz.

### Forschungsprojekte und Hochschullehrer
Nach der Promotion übernahm Harald von Korflesch verschiedene Projektleitertätigkeiten am Lehrstuhl für Wirtschaftsinformatik der Universität Kassel, unter anderem gefördert von der DFG, dem Hessischen Wirtschaftsministerium und dem BMBF, zusammen mit Udo Winand.
Von August 2000 bis Januar 2002 leitete er zusammen mit Norbert Szyperski, Universität zu Köln, ein Forschungsprojekt zum Thema „Bio4C -Kooperations-Engineering für die Biotechnologie-Branche“, welches von der Stiftung Industrieforschung unter der Nummer S 506 gefördert wurde. 2003 habilitierte sich von Kortzfleisch an der Universität Kassel mit einer Schrift zum Thema „Organisatorische Balancierung von Informations- und Kommunikationstechnologien“. 
Von 2003 bis 2007 war von Korflesch Vertretungsprofessor an der Universität Koblenz-Landau. Seit 2007 ist er Professor am Institut für Management, FB 4 Informatik, Universität Koblenz-Landau. Seine Arbeitsgruppe befasst sich mit Informations- und Innovationsmanagement, Entrepreneurship und Organisatorischer Gestaltung.

### Internationale Projekte
Im Anschluss an die Promotion verbrachte von Korflesch sein Postdoktoranden-Jahr als Stipendiat der Allianz Versicherungs AG an der Sloan School of Management des Massachusetts Institute of Technology, Cambridge, USA, bei Michael S. Scott Morton. 1997 wurde er als Gastforscher an das Japan Advanced Institute of Science and Technology (JAIST), School of Knowledge Science, von Ikujiro Nonaka eingeladen. Von August 1999 bis Mitte 2000 war er Stipendiat der Fritz Thyssen Stiftung, um als Visiting Scholar am Department of Information Systems, Leonard N. Stern School of Business, New York University, in Zusammenarbeit mit Henry C. Lucas, Jr., eine Studie zum Thema „Knowledge Communication in the New Media Industry in New York City“ durchzuführen.

### Ehrungen, akademische Mitgliedschaften und Herausgeber
Harald von Korflesch ist Gewinner des zweiten „Innovationspreises 1997“ der Initiative „treffpunkt@rbeit“ und wurde 1998 für das „Eisenhower Exchange Fellowship Program 1998“ nominiert. Er ist Mitglied der Academy of Management, des MIT Club of Germany, der Strategic Management Society, der Schmalenbach-Gesellschaft für Betriebswirtschaft e.V. und Mitherausgeber von e-JOV, The Electronic Journal on Organizational Virtualness.

## Forschungsschwerpunkte
Die Forschungsschwerpunkte von Korflesch liegen auf den Gebieten Informationsmanagement, Innovationsmanagement, Entrepreneurship, Organisation, Electronic Business / Electronic Commerce, Innovative Technologiebranchen (u. a. Biotechnologie), Medienwirtschaft und Medienmanagement, Online Ausbildung und Weiterbildung, Organisatorische Gestaltung (u. a. organisatorische Auswirkungen neuer Medien-, Informations- und Kommunikationstechnologien), Virtualisierung, Wissensmanagement. Er ist außerdem Gastforscher der Betriebswirtschaftlichen Forschungsgruppe Innovative Technologien der Universität zu Köln bei Norbert Szyperski.